# Respiración de Kussmaul

Se observa una gráfica de respiraciones anormales.

La respiración de Kussmaul es una respiración rápida, profunda y laboriosa de personas con cetoacidosis o en coma diabético. La respiración de Kussmaul lleva el nombre de Adolf Kussmaul, médico alemán del siglo XIX que fue el primero en observarla, y en 1874 la describe. A veces se le llama "hambre de aire".
Los periodos de duración del aceleramiento, la presencia o ausencia de hepatomegalia con la respiración de Kussmaul ofrecen pistas de diagnóstico diferencial para hiperglucemia en los errores del metabolismo.